# 大手町デパート
大手町デパート（おおてまちデパート）は、岡山県津山市大手町にあった日本の百貨店である。

## 歴史・概要
1970年（昭和45年）11月に津山市内の商店主達が共同で津山で初めてとなる大型小売店舗である大手町デパートを開業したのが始まりである。
翌年1971年（昭和46年）11月には早くもニチイ（後のマイカル）が食料品を中心としたスーパーマーケットが津山店で進出して大型店同士の競争が始まり、1978年（昭和53年）12月に広島市に本拠を置くイズミの津山店が2倍以上の売場面積約12,000m2で駐車場950台を持つ店舗で進出して競争が生じたが、何れも中心市街地近辺に立地していたため商業集積としての回遊性が生じた面があり、競合しつつも商店街の核店舗として機能していた。
しかし、1990年代に入って郊外型店との競争に敗れて1991年（平成3年）に閉店し、店舗を髙島屋に譲渡した。
同年5月27日に後継となる岡山高島屋津山店が開業することになった。
その岡山高島屋津山店も1999年（平成11年）4月に津山市の中心市街地の再開発で誕生したアルネ・津山に岡山の地場百貨店大手天満屋が津山店を開業して競合するのを避けて開業前々日の同年3月31日に閉店し、大手町デパートから続いた歴史に終止符を打った。
その後店舗跡は空きビルの状態が続いたが、2001年（平成13年）から玉野競輪場の場外車券売り場「サテライト津山」として利用されている。